# Liste des mosquées dans la wilaya d'Alger
La wilaya d'Alger abrite des centaines de mosquées réparties dans ses 57 communes. Ces mosquées sont administrées par le Ministère des Affaires religieuses et des Wakfs.

## Aïn Benian
La commune de Aïn Benian compte plusieurs mosquées.

## Aïn Taya
La commune de Aïn Taya compte plusieurs mosquées.

## Alger-Centre
La commune d'Alger-Centre compte plusieurs mosquées.

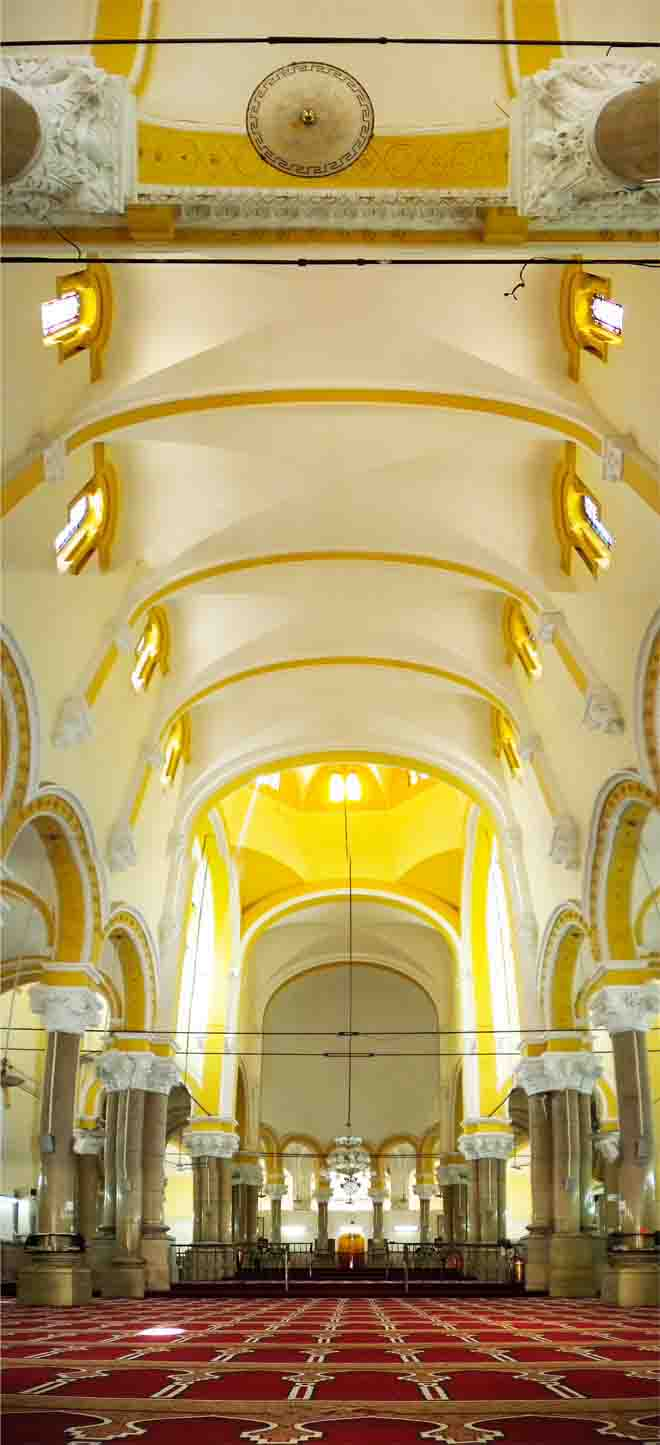
Mosquée Al-Rahma d'Alger
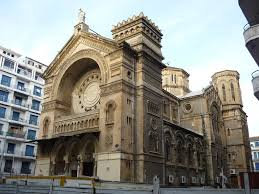
Mosquée Al-Rahma d'Alger
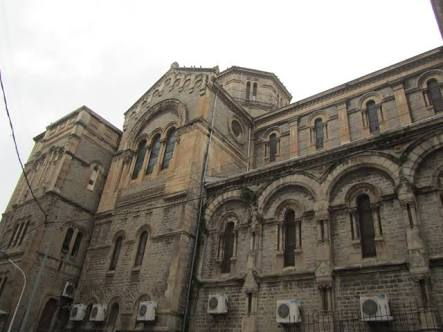
Mosquée Al-Rahma d'Alger

## Baba Hassen
La commune de Baba Hassen compte plusieurs mosquées.

## Bab El Oued
La commune de Bab El Oued compte plusieurs mosquées.

## Bab Ezzouar
La commune de Bab Ezzouar compte plusieurs mosquées.

## Bachdjerrah
La commune de Bachdjerrah compte plusieurs mosquées.

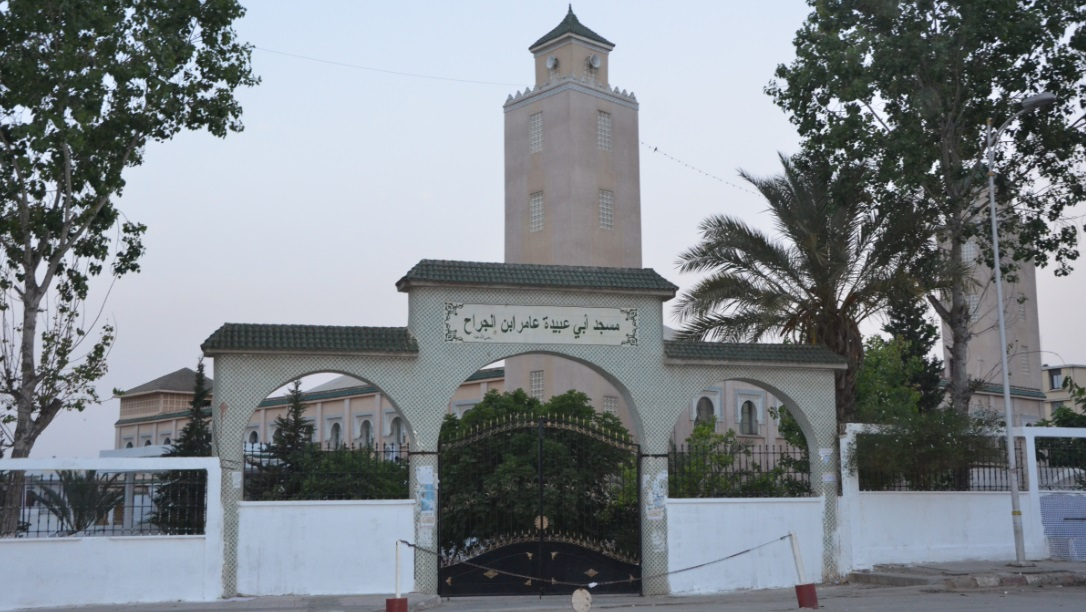
Mosquée Abou Obeïda Ibn El Djarrah

## Baraki
La commune de Baraki compte plusieurs mosquées.

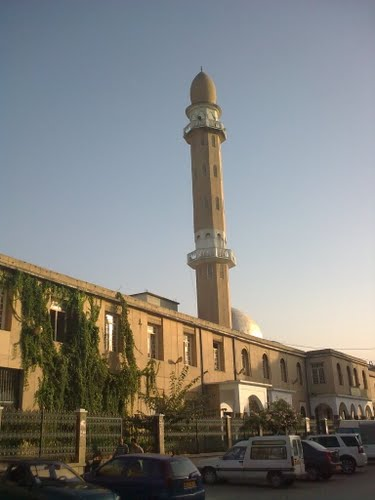
Mosquée Mohamed Bachir El Ibrahimi
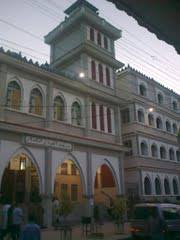
Mosquée El-Djoud wa El-Kamal

## Belouizdad
La commune de Belouizdad compte plusieurs mosquées.

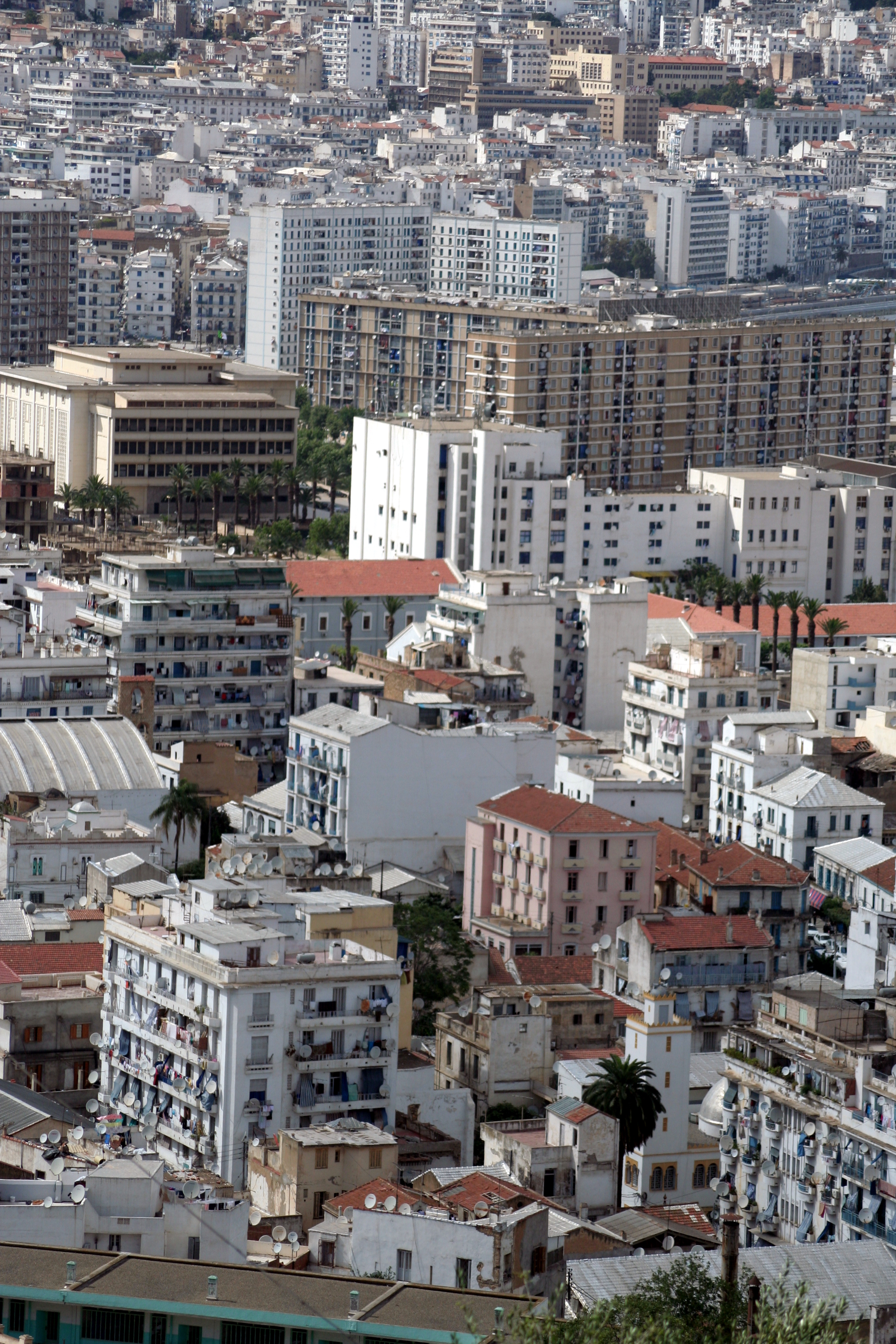
Mosquée de Belouizdad

## Ben Aknoun
La commune de Ben Aknoun compte plusieurs mosquées.

## Beni Messous
La commune de Beni Messous compte plusieurs mosquées.

## Birkhadem
La commune de Birkhadem compte plusieurs mosquées.

## Bir Mourad Raïs
La commune de Bir Mourad Raïs compte plusieurs mosquées.
| mosquée moad ben jabal |
| مسجد معاذ بن جبل       |

## Birtouta
La commune de Birtouta compte plusieurs mosquées.

## Bologhine
La commune de Bologhine compte plusieurs mosquées.

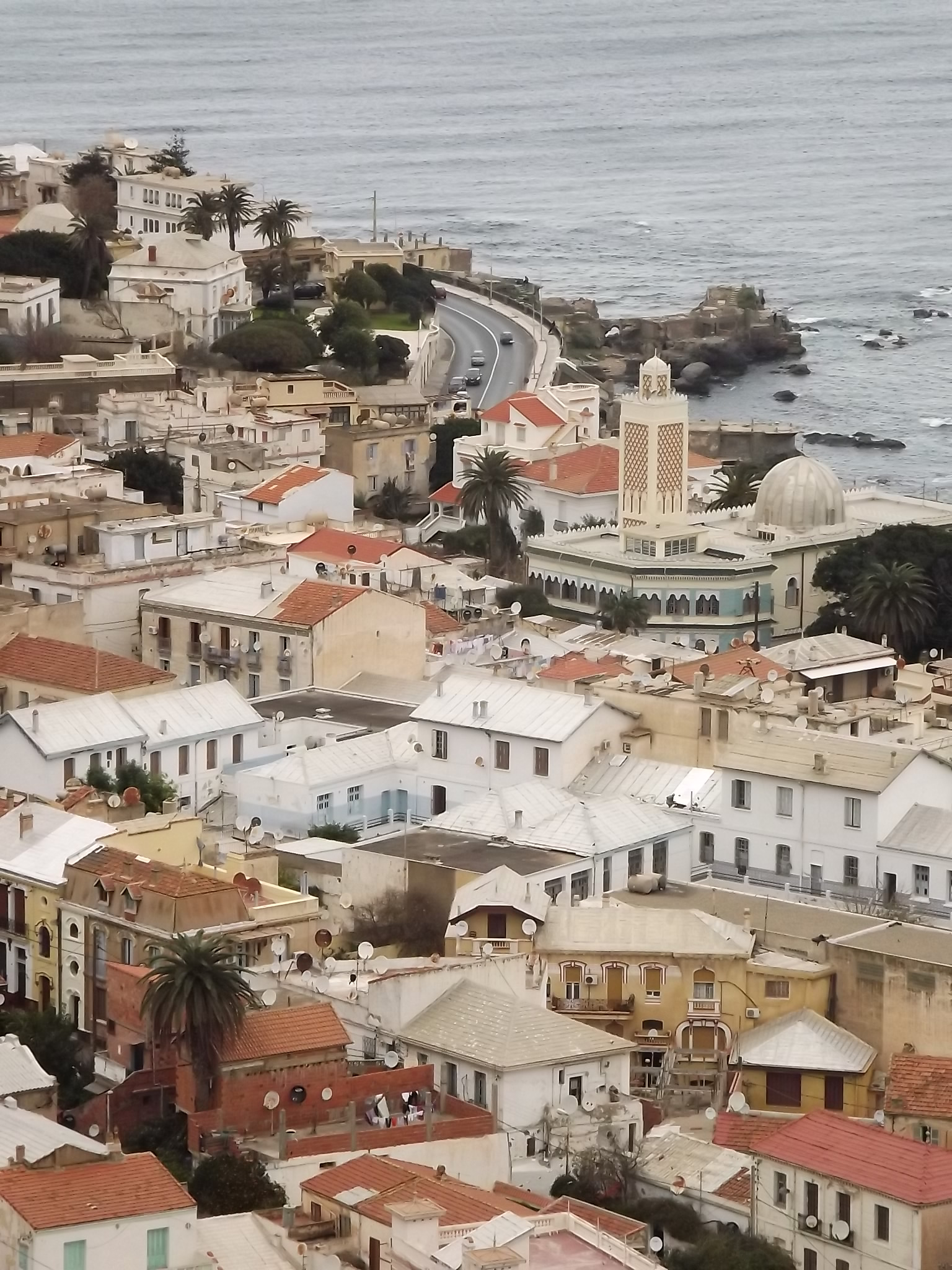
Mosquée El Oumma

## Bordj El Bahri
La commune de Bordj El Bahri compte plusieurs mosquées.

## Bordj El Kiffan
La commune de Bordj El Kiffan compte plusieurs mosquées.

## Bourouba
La commune de Bourouba compte plusieurs mosquées.

## Bouzareah
La commune de Bouzareah compte plusieurs mosquées.

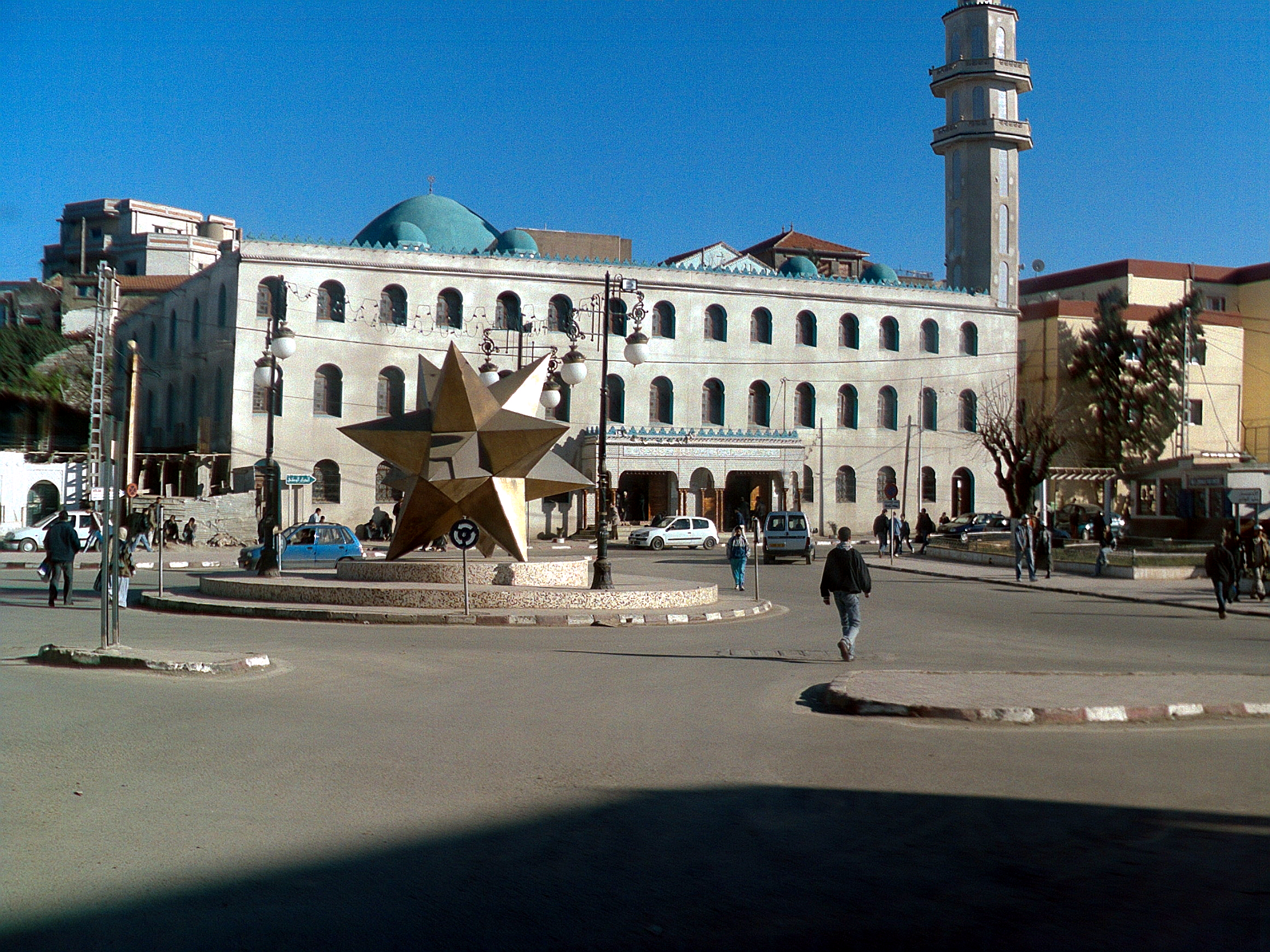
Mosquée de Bouzaréah

## Casbah
La commune de la Casbah compte plusieurs mosquées.

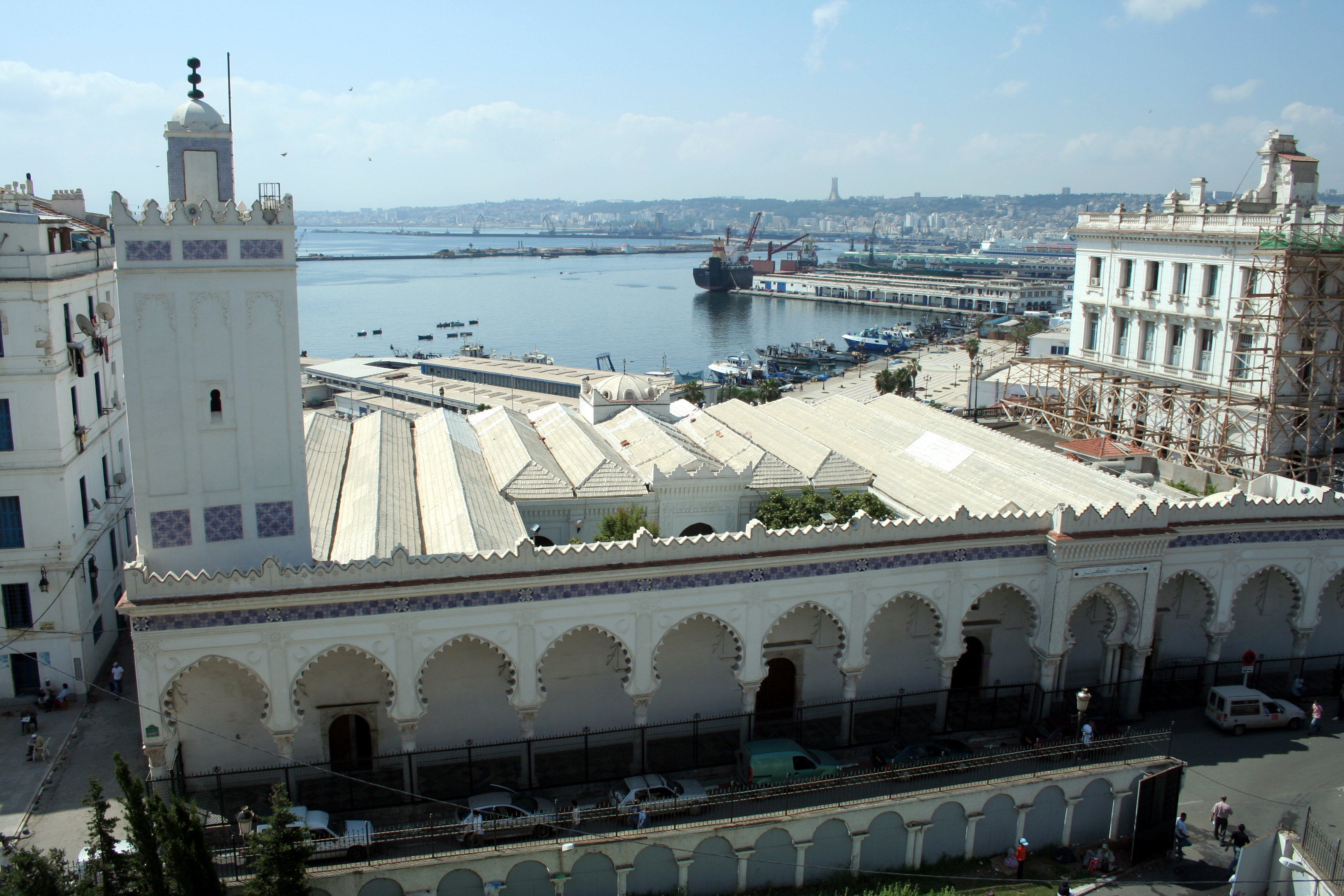
Grande Mosquée d'Alger
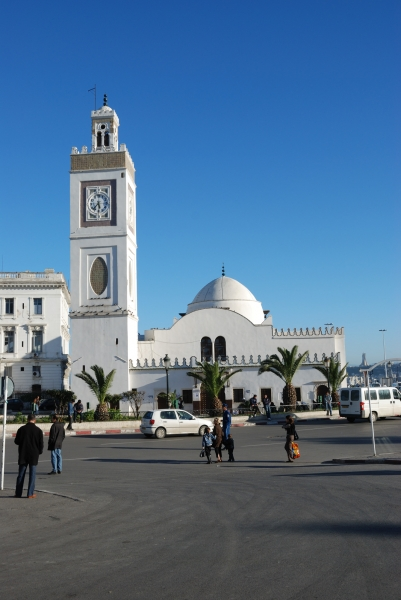
Jamaa al-Jdid
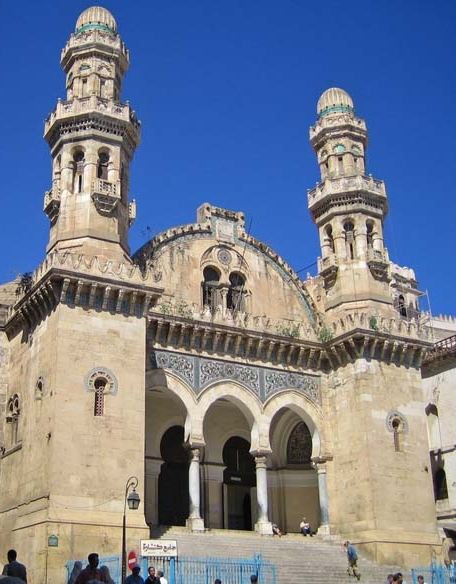
Mosquée Ketchaoua
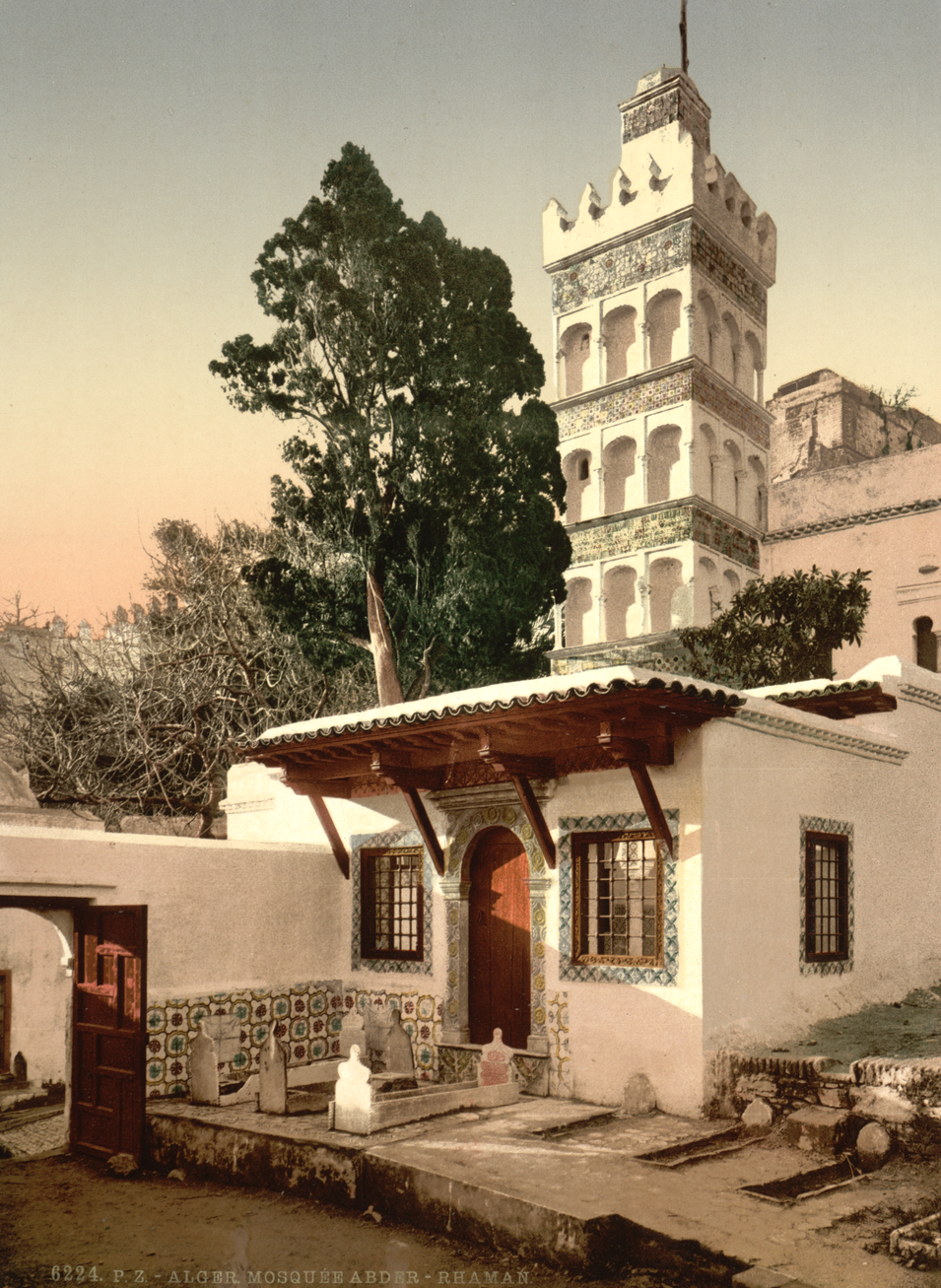
Mosquée Sidi Abderrahmane
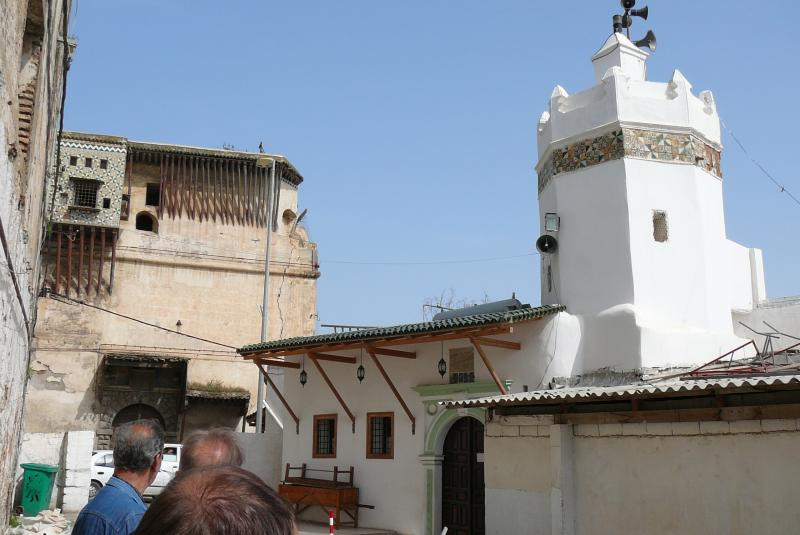
Mosquée Barrani
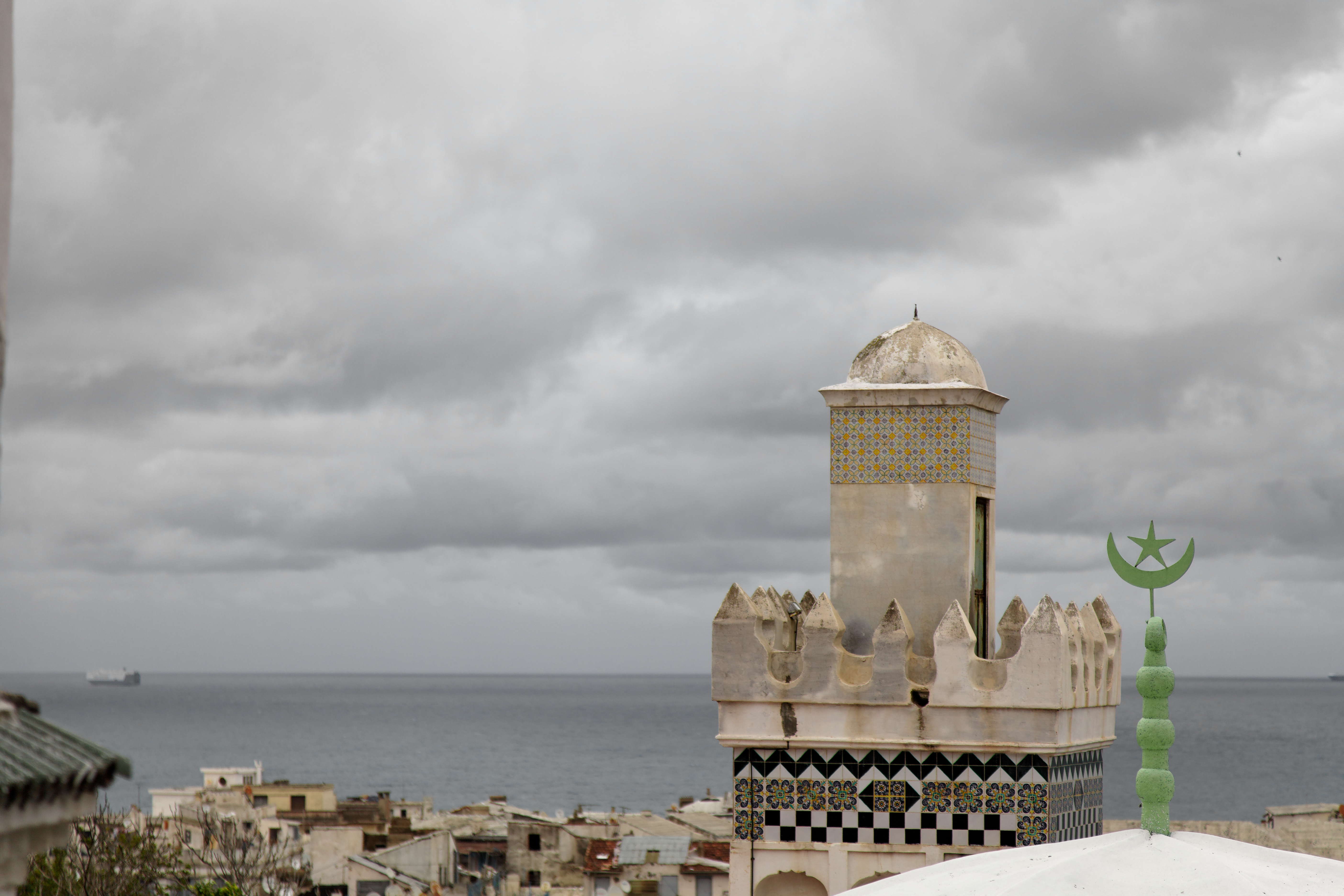
Mosquée Sidi Ramdane
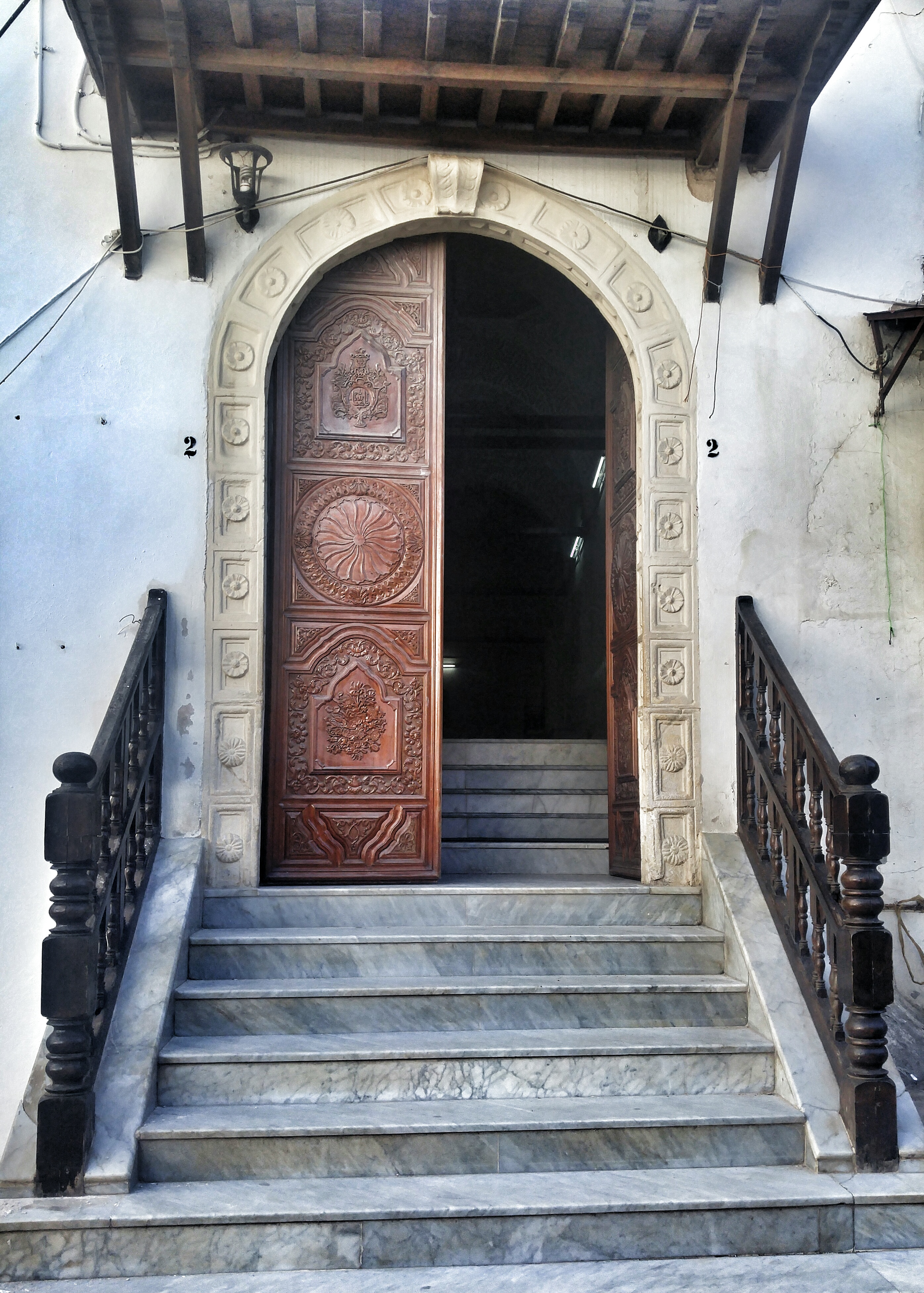
Mosquée de Ali Bitchin

## Cheraga
La commune de Cheraga compte plusieurs mosquées.

## Dar El Beïda
La commune de Dar El Beïda compte plusieurs mosquées.

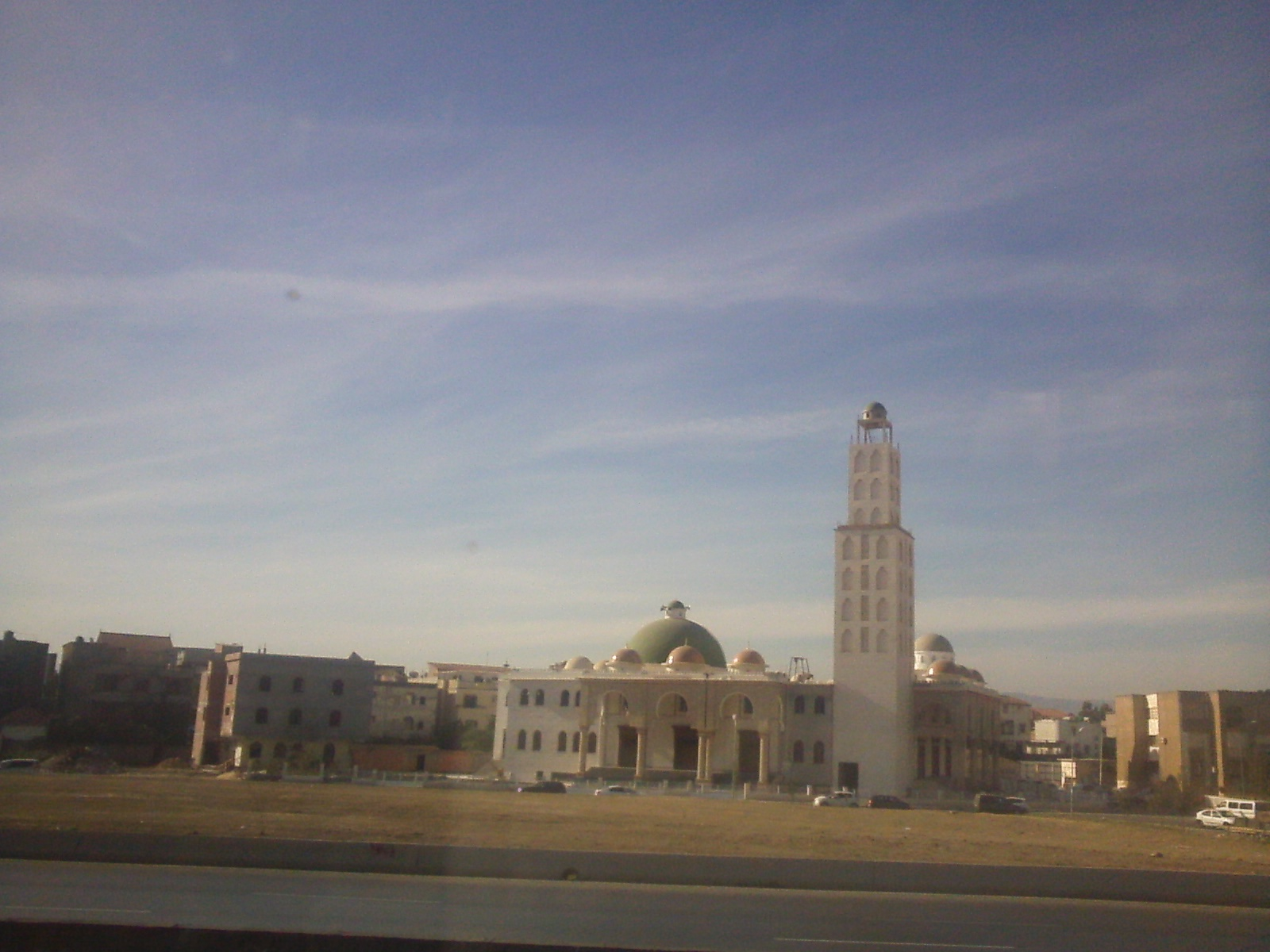
Mosquée Mohamed Kettou

## Dely Ibrahim
La commune de Dely Ibrahim compte plusieurs mosquées.

## Douera
La commune de Douera compte plusieurs mosquées.

## Draria
La commune de Draria compte plusieurs mosquées.

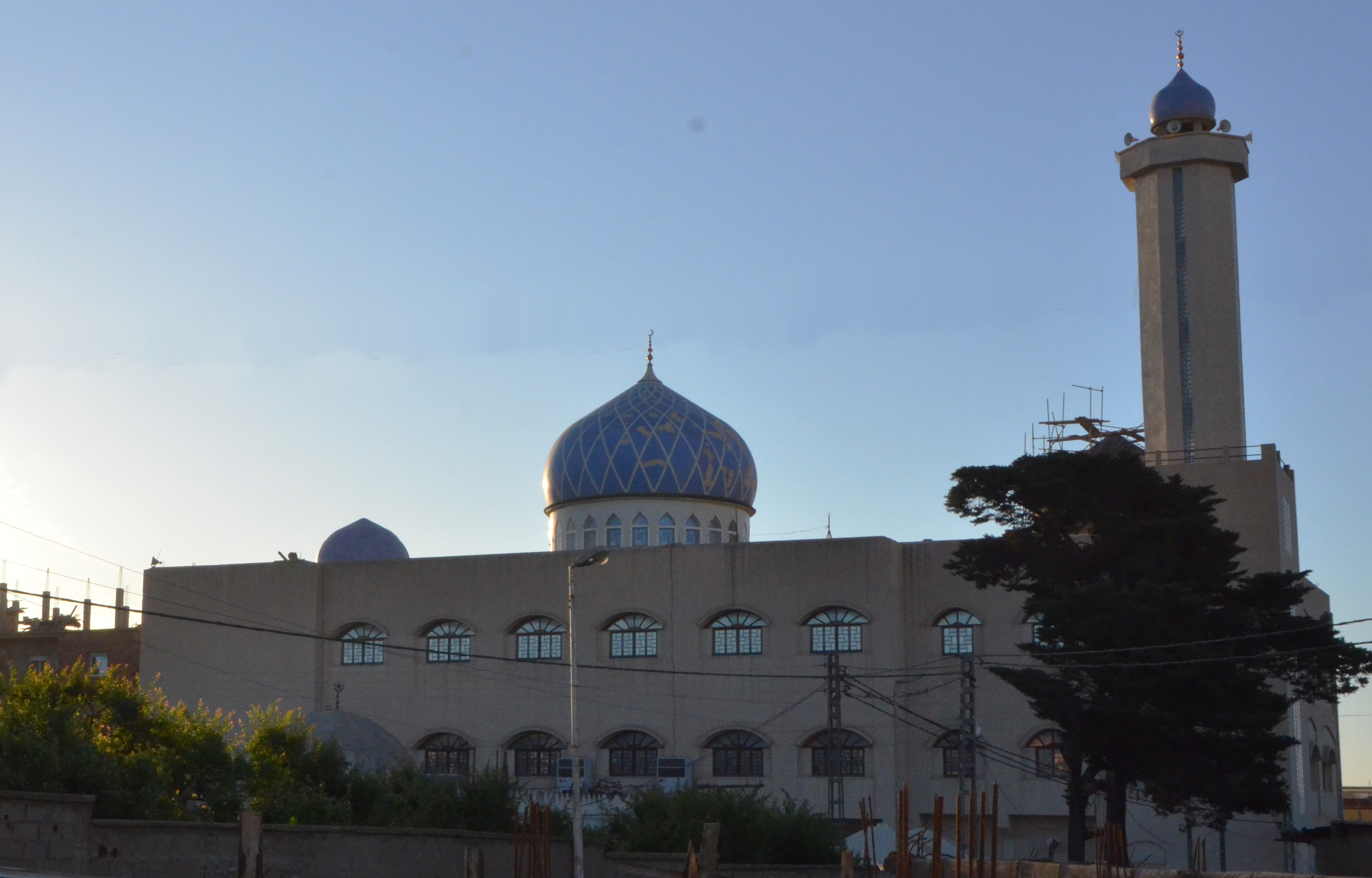
Mosquée Sebala

## El Achour
La commune d'El Achour compte plusieurs mosquées.

## El Biar
La commune d'El Biar compte plusieurs mosquées.

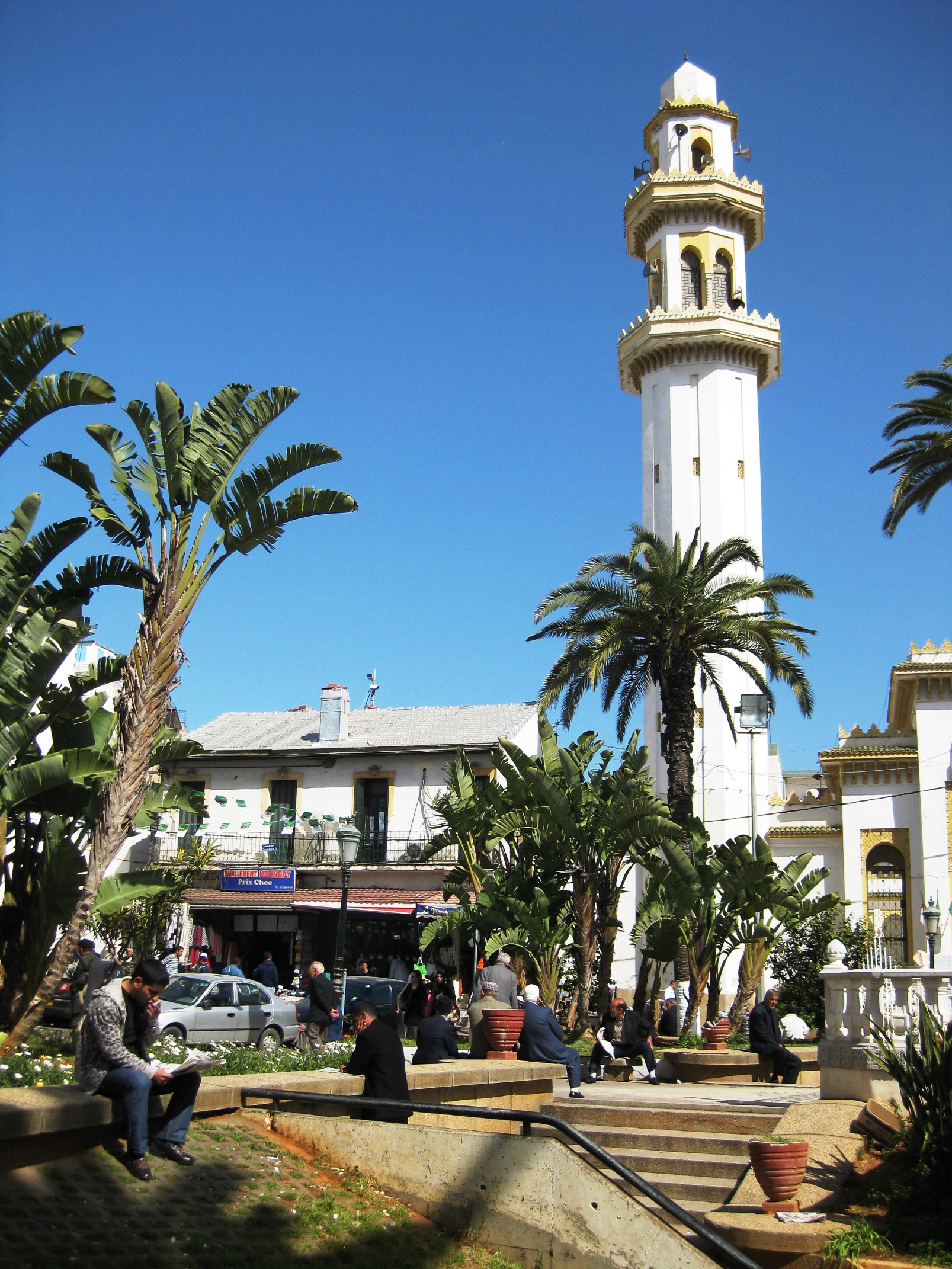
Mosquée de la Place Kennedy

## El Harrach
La commune d'El Harrach compte plusieurs mosquées.

## El Madania
La commune d'El Madania compte plusieurs mosquées.

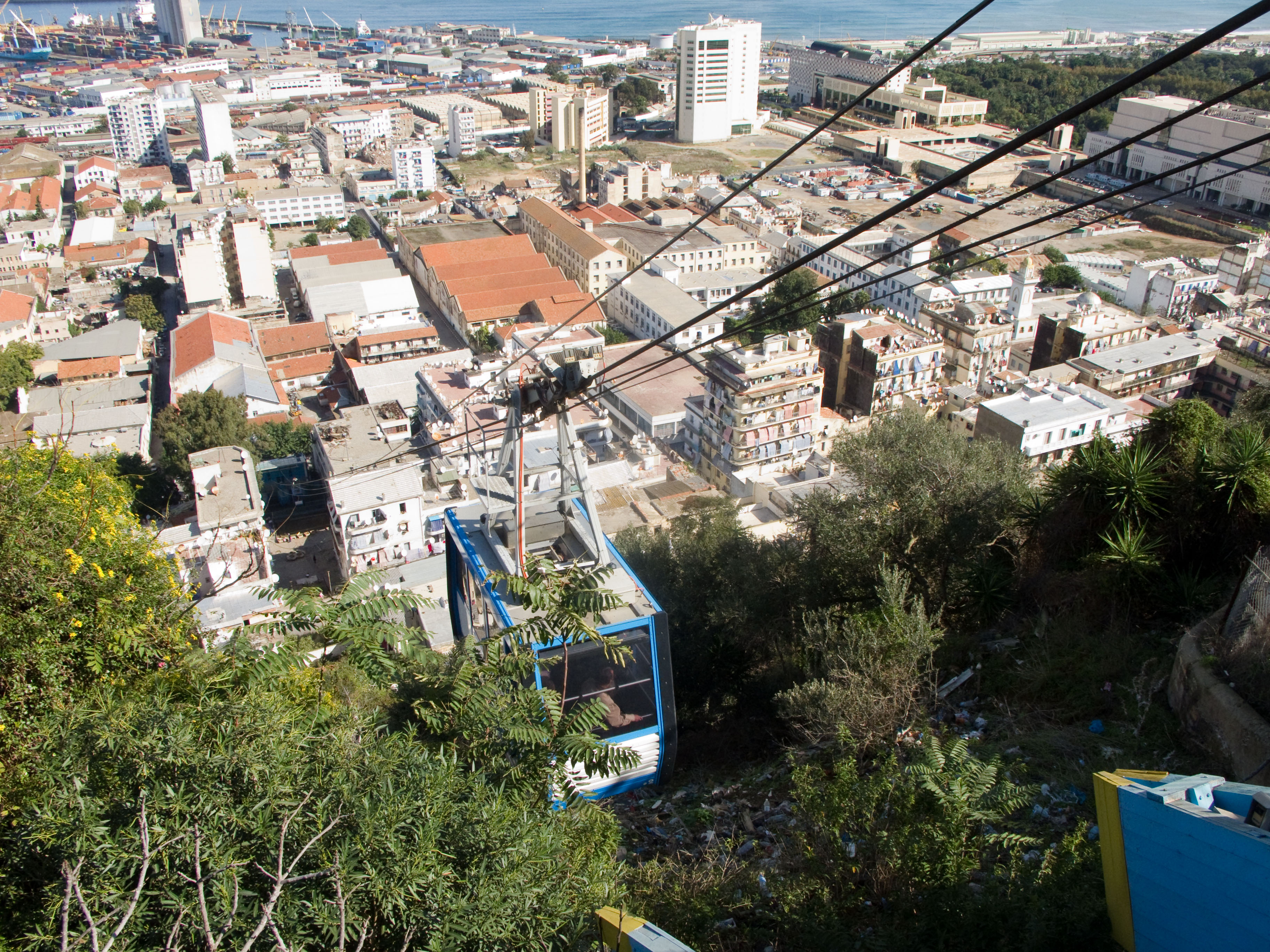
Mosquée El Madania

## El Marsa
La commune d'El Marsa compte plusieurs mosquées.

## El Mouradia
La commune de'El Mouradia compte plusieurs mosquées.

## El Magharia
La commune d'El Magharia compte plusieurs mosquées.

## Gué de Constantine
La commune de Gué de Constantine compte plusieurs mosquées.

## El Hammamet
La commune d'El Hammamet compte plusieurs mosquées.

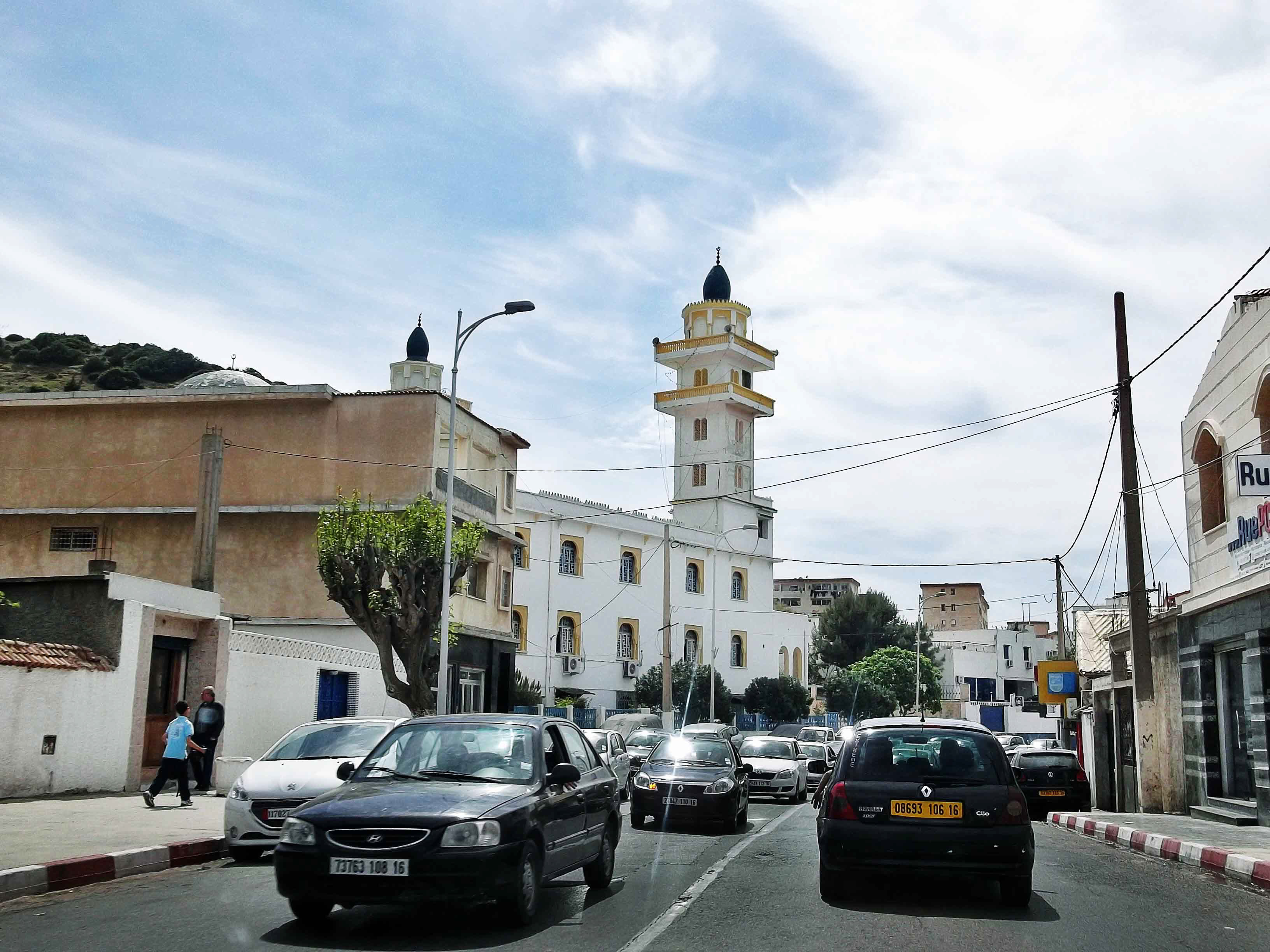
Mosquée El Hammamet

## Harraoua
La commune de Harraoua compte plusieurs mosquées.

## Hussein Dey
La commune de Hussein Dey compte plusieurs mosquées.

## Hydra
La commune de Hydra compte plusieurs mosquées.

## Khraïssia
La commune de Khraïssia compte plusieurs mosquées.

## Kouba
La commune de Kouba compte plusieurs mosquées.

## Eucalyptus
La commune des Eucalyptus compte plusieurs mosquées.

## Mahelma
La commune de Mahelma compte plusieurs mosquées.

## Mohammadia

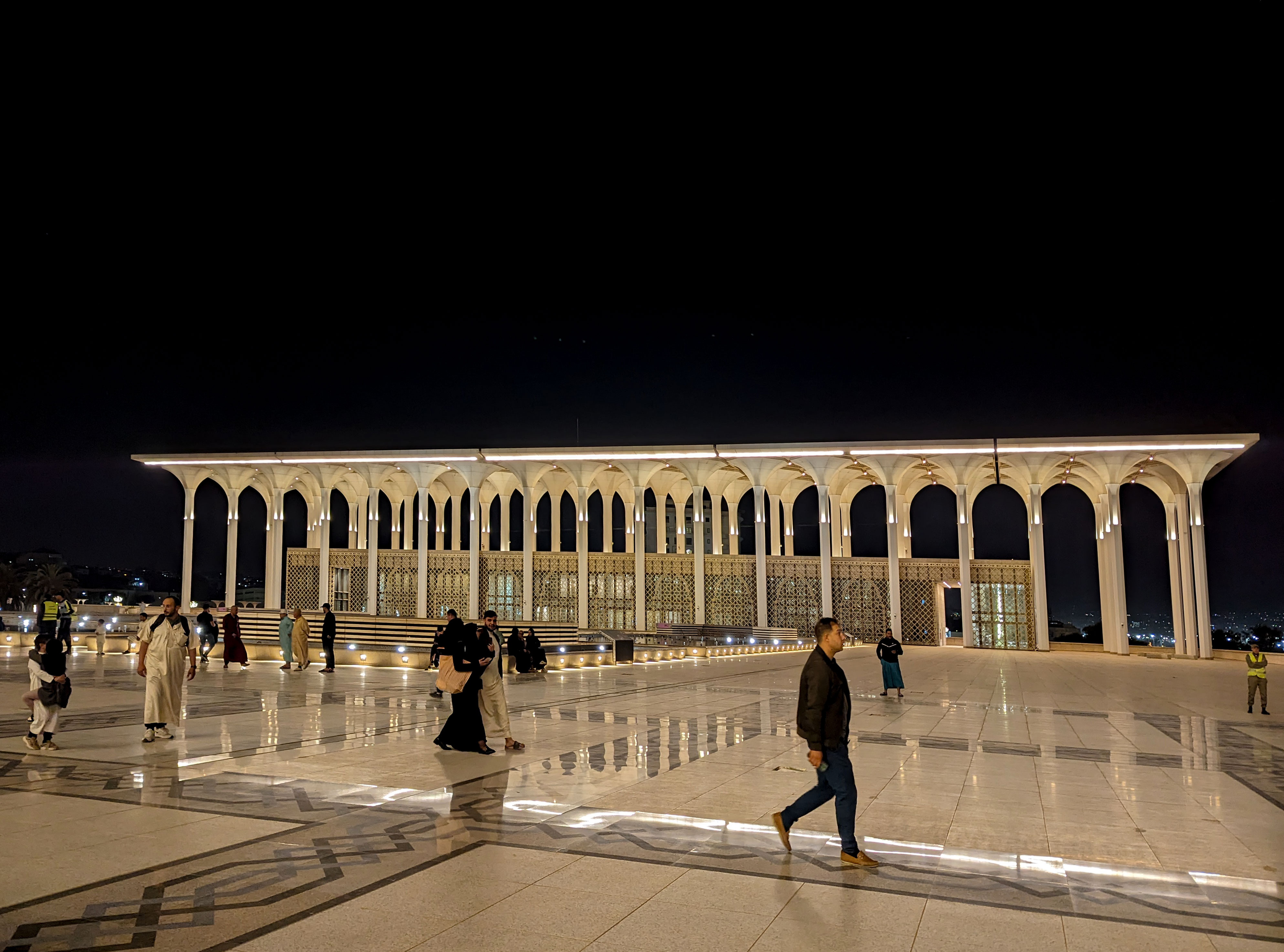
Mosquée Djamaa El-DJazair

La commune de Mohammadia compte plusieurs mosquées.

## Oued Koriche
La commune de Oued Koriche compte plusieurs mosquées.

## Oued Smar
La commune de Oued Smar compte plusieurs mosquées.

## Ouled Chebel
La commune de Ouled Chebel compte plusieurs mosquées.

## Ouled Fayet
La commune de Ouled Fayet compte plusieurs mosquées.

## Rahmania
La commune de Rahmania compte plusieurs mosquées.

## Raïs Hamidou
La commune de Raïs Hamidou compte plusieurs mosquées.

## Reghaia
La commune de Reghaia compte plusieurs mosquées.

## Rouiba
La commune de Rouiba compte plusieurs mosquées:

## Saoula
La commune de Saoula compte plusieurs mosquées.

## Sidi Moussa
La commune de Sidi Moussa compte plusieurs mosquées.

## Sidi M'hamed
La commune de Sidi M'hamed compte plusieurs mosquées.

Mosquée Sidi M'Hamed

## Souidania
La commune de Souidania compte plusieurs mosquées.

## Staoueli
La commune de Staoueli compte plusieurs mosquées.

## Tessala El Merdja
La commune de Tessala El Merdja compte plusieurs mosquées.

## Zéralda
La commune de Zéralda compte plusieurs mosquées.